# Paulusakten

Letzte Seite des Hamburger Papyrus mit dem Buchtitel und Henkelkreuz

Die Paulusakten oder Acta Pauli (ActPaul) (altgriechisch Πράξεις Παύλου) sind eine apokryphe pseudepigraphe Apostelgeschichte aus dem 2. Jahrhundert (160–180 n. Chr.). Der Text ist nur noch in Fragmenten erhalten, der Inhalt lässt sich jedoch in vielen Teilen rekonstruieren. Nach heutigem Kenntnisstand wird im Gegensatz zur Apostelgeschichte nach Lukas im Neuen Testament, die dem Verfasser bekannt war, nur eine Missionsreise des Paulus dargestellt; diese führt von Damaskus über Kleinasien, Makedonien, Griechenland bis nach Rom und ist von zahlreichen Zwischenstationen und Wundergeschichten geprägt. Die Predigt des Paulus besteht hauptsächlich aus Aufrufen zur Keuschheit und der Verkündigung der Auferstehungshoffnung.

## Aufbau
Der Aufbau folgt dem Verlauf der Reise, an jedem Aufenthaltsort des Paulus werden die zugehörigen Episoden erzählt. Drei Teile dieser Schrift wurden schon früh selbstständig überliefert und sind besser erhalten:
- Akten des Paulus und der Thekla oder Acta Pauli et Theclae (AThe)
- Der 3. Korintherbrief, ein Briefwechsel zwischen der korinthischen Gemeinde und Paulus (3Kor)
- Martyrium des Paulus oder Martyrium Pauli (MartPaul)

Der Nachweis, dass diese Teile zu den Paulusakten gehören, gelang durch den Heidelberger Papyrus. Die Geschichte der Thekla ist eine in sich geschlossene Komposition und handelt von der Bekehrung Theklas, von deren zweifachem Martyrium, das sie jeweils lebend übersteht, und deren Tod. Paulus ist hier nicht die Hauptperson und dieser Teil geht vermutlich auf eine ältere Tradition zurück. Der dritte Korintherbrief ist kein ursprünglicher Teil der Paulusakten und wurde erst später in dieses Werk integriert. Das Martyrium bildet den Schluss der Schrift, es wurde am Heiligenfest im Gottesdienst gelesen und deswegen vom Gesamtwerk abgetrennt überliefert.

## Entstehungszeit, Ort und Verfasser
Die Paulusakten sind zum ersten Mal bezeugt kurz nach 200 in Hippolyts Danielkommentar und bei Tertullian, dem missfällt, dass Thekla Sakramente spendet und lehrt:

„Wenn nun diejenigen [Frauen], welche die fälschlich geschriebenen Akten des Paulus (anrufen), um am [Beispiel der Thekla] die Erlaubnis für Frauen, zu lehren und zu taufen, zu verteidigen, so mögen sie wissen, dass der Presbyter in Asien, der diese Schrift hergestellt hat, als könne er dem Ansehen des Paulus etwas von dem Seinigen hinzufügen, von seinem Amt zurückgetreten ist, nachdem er überführt war und gestanden hatte, dass er das aus Liebe zu Paulus getan habe.“

Das deckt sich mit dem Schwerpunkt der Erzählungen in Kleinasien, so dass die Angaben Tertullians glaubhaft sind. Die Schrift zählt somit zu den wenigen Apokryphen, über deren Verfasser und Entstehungsort wir Näheres wissen. Der Abschnitt ist auch ein Beleg dafür, dass literarische Fälschungen zu dieser Zeit bei Bekanntwerden nicht hingenommen wurden. Der Presbyter wurde anscheinend nicht aus der Kirche ausgestoßen, so dass die Schrift wohl nicht als häretisch galt, obwohl sie extrem enkratitische Tendenzen aufweist. Origenes zitiert sie zweimal. Eusebius distanzierte sich von dieser Schrift und zählte sie zu den nicht unbestrittenen oder unechten Schriften. Hieronymus zählt sie zu den Apokryphen, wie auch das Decretum Gelasianum.
Später wurden die Paulusakten mit vier weiteren apokryphen Apostelgeschichten zu einer manichäischen Sammlung von Apostelakten zusammengestellt.

## Überlieferung
Für die gesamte Schrift gibt es nur wenige Zeugen, davon keinen einzigen vollständigen. Der grobe Aufbau erschließt sich durch die koptischen Heidelberger Fragmente, jedoch bleiben viele Lücken. Die separat überlieferten Teile haben ihre eigene Textgeschichte und sind besser bezeugt. Für das Martyrium Pauli existieren u. a. Codex Patmos 48 und Codex Vaticanus 79.
Der Text umfasste nach einer Angabe im Codex Claromontanus insgesamt 3560 Stichen, somit knapp 1000 Stichen mehr als die Apostelgeschichte des Lukas mit 2600 Stichen.

### Griechisch
Die wichtigste griechische Abschrift findet sich seit 1927 in der SUB Hamburg unter der Bezeichnung P. Hamb. bil. 1. Der Hamburger Papyrus stammt aus dem Faijum, wie sich dem Dialekt der koptischen Teile entnehmen lässt, und die wenig zuverlässigen Angaben des ägyptischen Händlers zum Fundort stehen dazu nicht im Widerspruch. Die paläographischen Elemente und Buchstabenformen deuten ungefähr auf die Zeit um 300 n. Chr. für die Entstehung der Handschrift. Dieser Textzeuge bietet noch vier Episoden: Den Tierkampf des Apostels in Ephesus, den Aufenthalt in Korinth, die Fahrt von Korinth nach Italien und das Martyrium.
Ein Fragment befindet sich unter der Bezeichnung P 13893 in Berlin. Aus Oxyrhynchos stammt ein griechisches Fragment P. Oxy. XIII 1602, ein Blatt aus einem Pergamentkodex, wahrscheinlich vom Ende des 4. Jh., spätestens Anfang 5. Jh. Es wurde erst nach der Veröffentlichung durch Grenfell und Hunt von Albert Ehrhard als Teil der Paulusakten erkannt. Ein Auszug aus den Paulusakten findet sich bei Nikephoros Kallistos Xanthopulos, der in einigen Details so eng am Textbestand bleibt, dass er zur Rekonstruktion des Textes zu Hilfe genommen werden kann.

### Koptisch
Carl Schmidt entdeckte 1897 in Heidelberg Fragmente dieser Schrift auf Koptisch unter den Heidelberger Papyri, heute signiert als P. Heid. Inv. Kopt. 300+301. Diese Handschrift war zu ca. 2000 Fragmenten zerfallen und musste in mühseliger Kleinarbeit erst wieder zusammengesetzt werden. Das ursprüngliche Format ist ca. 27 × 19 cm. Die Abschrift stammt von einem gebildeten Schreiber und enthält kaum Fehler, die Schrift ist sorgfältig und deutlich, der verwendete Papyrus hat gute Qualität und ist nicht ursächlich für den fragmentarischen Charakter. Schmidt datiert das Manuskript wegen dieser Umstände auf das 4. Jahrhundert. Die Sprache weist Überschneidungen zwischen verschiedenen koptischen Dialekten auf und ist daher für Sprachforscher interessant. Das Fragment ist zwar sehr lückenhaft, revolutionierte aber die Forschung zu den Paulusakten. Dieses Fragment kann ungefähr den Inhalt erhellen und brachte den Nachweis, dass die separat überlieferten Teile der Theklaakten, des 3. Korintherbriefs und des Martyriums Teile dieser Schrift sind.